# Patrick Baert
Patrick Baert (Brussel, 23 januari 1961) is een Belgisch hoogleraar Sociale Theorie aan de University of Cambridge. Hij is gespecialiseerd in de sociologische theorie, de sociologie van het intellectualisme, de filosofie van de sociale wetenschappen en pragmatisme.
Baert studeerde aan de Vrije Universiteit Brussel en vervolgens aan de Universiteit van Oxford. In Oxford doctoreerde hij bij de filosoof Rom Harré. Daarna heeft hij een post-doctoraat gedaan aan de Université libre de Bruxelles (bij Claude Javeau) en aan de University of Cambridge (bij Anthony Giddens). Hij is verbonden aan Cambridge sinds 1992.